# Sternycha diasi
Sternycha diasi là một loài bọ cánh cứng trong họ Cerambycidae.